# Beňov
Beňov (in tedesco Beniow) è un comune della Repubblica Ceca facente parte del distretto di Přerov, nella regione di Olomouc.